# Medicinalstyrelsen (Finland)
Medicinalstyrelsen var en finländsk statlig myndighet mellan 1878 och 1991 som hade ansvar för hälso- och sjukvården samt apoteksväsendet i respektive land.
Medicinalstyrelsen var ett kollegialt ämbetsverk i spetsen för Medicinalverket, vilket bildades 1878 genom sammanslagning av finländska Collegium medicum (grundat 1811, utökat med en överstyrelse för medicinalväsendet 1830) och Direktionen för dårvården (grundat 1840). År 1991 sammanslogs Medicinalstyrelsen och Socialstyrelsen till Social- och hälsostyrelsen för att redan året därpå ersättas av Forsknings- och utvecklingscentralen för social- och hälsovården (Stakes), vilket 2009 uppgick i Institutet för hälsa och välfärd.

## Generaldirektörer
- Gabriel Erik von Haartman 1811–1815
- Gabriel von Bonsdorff 1815–1825
- Johan Agapetus Törngren 1825–1833
- Carl Daniel von Haartman 1833–1855
- Lars Henrik Törnroth 1855–1863
- Felix von Willebrand 1863–1890
- Fredrik Saltzman 1890–1902
- Ferdinand von Wahlberg 1902–1906
- Richard Sievers 1906–1911
- Taavetti Laitinen 1911–1917
- Jaakko Karvonen 1917–1920
- Akseli Koskimies 1920–1927
- Hannes Ryömä 1928–1939
- Oskari Reinikainen 1939–1953
- Niilo Pesonen 1954–1969
- Leo Noro 1970–1977
- Erkki Kivalo 1978–1983
- Matti Ruokola 1983–1991